# Exoneura ziegleri
Exoneura ziegleri är en biart som beskrevs av Rayment 1935. Exoneura ziegleri ingår i släktet Exoneura och familjen långtungebin. Inga underarter finns listade i Catalogue of Life.